# Camp de presoners de la Pelosa
El Camp de presoners de la Pelosa és una construcció de Roses (Alt Empordà) protegida com a Bé Cultural d'Interès Local.

## Descripció
Restes d'un edifici militar que formava part d'un camp de persones condemnats a treballs forçats i empleats en la construcció de la carretera costanera que anava de Roses a Cadaqués. D'aquesta presó només es conserven les parets perimetrals a l'altura de la part baixa de les finestres. Hi manca tota la meitat superior i la coberta. Les restes mantingudes mostren una construcció on s'utilitzen trossos de pedra o maó barrejats amb morter i ciment.
A pocs metres, en direcció a ponent hi ha un altre edifici que també formava part del camp de presoners. És de dimensions més reduïdes i també està en ruïnes.
Un altre element del camp de presoners és una garita situada sobre les roques a vora del mar, a uns 100 m en direcció SW.
A tocar el camí, a l'esplanada de davant del camp de presoners, hi ha un pou descomunal. És circular, amb el brocal cobert amb un element d'obra. Aquest pou ha estat arranjat i refet modernament.

## Història
1940-1945 Construcció de la pista militar que comunicava Roses amb Cadaqués per la costa. Aquesta obra va ser realitzada pel cos d'enginyers de l'exèrcit franquista. La mà d'obra eren presoners polítics condemnats a treballs forçats que eren confinats en els camps de presoners de la Pelosa i, probablement, de Joncols. Els militars haurien utilitzat els barracons del Lloar, com a magatzems i els barracons de la Regullosa com allotjament.
També es diu que el camp de presoners de la Pelosa, durant la guerra, va servir per confinar presoners nacionals.